# Хадым Али-паша
Хадым Али-паша или Атик Али-паша (тур. Hadım Ali Paşa, Atik Ali Paşa; ум. 1511) —  дважды великий визирь Османской империи в 1501—1503 и 1506—1511 годах. Первый евнух, ставший великим визирем и первый великий визирь, погибший в бою. Али участвовал в войнах с Мамлюкским султанатом и Венецией. В битве у Ага-Чаири он командовал османской армией. В борьбе сыновей Баязида II Али-паша поддерживал шехзаде Ахмета. Погиб при подавлении восстания Шахкулу. 

## Биография
Али-паша родился в селе Дрозгометва под Сараево. Его отца звали Радошин,  деда Вучина, а прадеда Остоя. Попав в Стамбул по девширме, Али получил образование в Эндеруне. Он был евнух (тур. hadım). Некоторое время он служил во дворце в должности ак-ага (ага белых евнухов), а затем получил назначение в недавно присоединённый к османским территориям Караман. Сначала на должность санджакбея, а в 1482 году — бейлербея. В Карамане Али пришлось сражаться против Касыма-бея и Джема-султана.
В 1483 году Али-паша участвовал в экспедиции против мамлюков под командованием великого визиря Давуда-паши. Впоследствии Али-паша стал бейлербеем Румелии. Между Караманом и Румелией Али-паша был бейлербеем Смедерево, но дата назначения неизвестна. В 1485 году он отличился в кампании против Стефана чел Маре. Пройдя через территорию Валахии, он вынудил Стефана укрыться в Польше. В 1486 году Али получил пост визиря. Во время османо-мамлюкской войны 16 августа 1488 года Хадым Али-паша командовал османской армией в битве у Ага Чаири возле Аданы и потерпел поражение от мамлюкской армии во главе с эмиром Озбеком.
В 1500 году после подписания мира с мамлюками ему вместе с Давудом-пашой было поручено захватить Модон и Корон. Они захватили эти замки и замок Наварин без боя. Несмотря на то, что венецианцы вернули Наварин, Али-паша сумел опять отбить город у венецианцев в 1501 году с помощью флота Кемаля Реиса. Некоторые из мусульман, которых в то время преследовали в Испании, переселились в Морею. 
После смерти Месиха-паши в 1501 году Али-паша стал великим визирем. Это был первый евнух, ставший великим визирем в Османской империи. В конце 1502 или начале 1503 года он был смещён и замен на отличившегося в связи с переговорами с Венецией Херсекли Ахмеда-пашу. При этом Али-паша занял пост второго визиря. В 1506 году в связи с добровольным уходом в отставку Херсекли Ахмеда-паши Али-паша снова стал великим визирем и оставался на этом посту пять лет до своей смерти. Баязид предоставил ему свободу действий в большинстве вопросов, поскольку доверял ему. В этот период сыновья Баязида боролись друг с другом. Али-паша поддерживал шехзаде Ахмета против Коркута и Селима в вопросе наследования. Коркут был недоволен тем, что его санджак на месте бейлика Теке дальше санджака Ахмета, и бежал в Египет с несколькими своими людьми. Однако Али-паша добился возвращения Коркута, а Баязид простил его и вернул в санджак.

## Смерть

Восстание Шахкулу. Путь восставших и путь Али-паши.

В Анатолии набирало силы восстание Шахкулу. Шехзаде Коркут не смог подавить восстание и укрылся в крепости Манисы. Восставшие шли на Бурсу, откуда путь на Стамбул был открыт. 21 апреля 1511 года кади Бурсы отправил просьбу о помощи аге янычар, утверждая, что без помощи Бурса не продержится и двух дней.
Баязид направил против мятежников Али-пашу вместе с шехзаде  Ахметом. Али-паша выступил  с  отрядом из 4000 янычаров и 4000 капы халки (солдаты на непосредственной службе у султана) и в Алтынташе его войско соединилось с войском шехзаде Ахмета.  Он отправил  приказ бейлербею Карамана Хайдар-паше перекрыть все пути отступления для Шахкулу. 15 июня 1511 года Али-паша и шехзаде Ахмет добрались до  Кызылкая, но Шахкулу отступил в Караман, разбив войско Карамана, пытавшееся его остановить. Хайдар-паша и санджакбей Кайсери были убиты. Прорвав окружение, Шахкулу добрался до Бейхешира. Али-паша увидел, что враг уходит и понял, что нужно ускорить преследование. Он оставил  шехзаде  Ахмета с основными силами, взял  2000 янычаров, посадил 500 тюфекчи (пешие янычары с ружьями)  на лошадей, которых смог найти, и отправился в погоню. После четырех дней преследования, он нагнал Шахкулу в Чубуке (или  Гёкчай) недалеко от Сиваса.  Согласно донесению шехзаде Ахмета битва произошла 2 июля 1511 года.  Шахкулу вырыл ров вокруг своего лагеря и построил заграждение с верблюдами. Люди Али-паши устали от погони, но  он не прислушался к совету командира янычаров Кара Мусы, рекомендовавшего дать людям отдохнуть и дождаться подмоги. Как только начался бой, часть сипахов бежала, Али-паша остался один с янычарами,  был окружен и погиб в бою. Вместе с ним погибли 170 янычаров-стрелков. Шахкулу тоже, видимо, был убит, другие мятежники разбежались.

## Личность
Али-паша был первым великим визирем, погибшим на поле битвы. Баязид очень опечалился, узнав о его смерти. Смерть Али-паши оставила шехзаде Ахмета без поддержки.
Об Али писали, что он умелый и честный государственный деятель. Он был уважаем султаном Баязидом II и народом, а кроме того Али-паша был покровителем литераторов и ученых, в частности поэта Месихи и историка Идриса Бидлиси.
В 1496 году он построил в Стамбуле комплекс, состоящий из мечети (Атик Али-паша), медресе, мектеба и имарета. Так же он возвел хаммам в Карагюмруке (квартал района Фатих) и мечеть в Яслорене. Монастырскую церковь Святого Спасителя в Хоре Али-паша преобразовал в мечеть, известную как Карийе Дидми.

## Комментарии
1. ↑  В статье М. Ипширли в Исламской энциклопедии и  в статье Р. Мантрана в Энциклопедии ислама битва датирована 1492 годом и победа приписана османам[4][1].